# 塔德努瓦地区弗雷讷
塔德努瓦地区弗雷讷（法語：Fresnes-en-Tardenois，法語發音：[fʁɛn ɑ̃ taʁdənwa]），或纯音译作弗雷讷昂塔德努瓦，是法国上法兰西大区埃纳省的一个市镇，属于蒂耶里堡区。

## 地理
塔德努瓦地区弗雷讷（49°8'45"N, 3°33'21"E）面积8.84 平方千米，位于法国上法蘭西大區埃纳省，该省份为法国北部内陆省份，北起北部省，西接索姆省和瓦兹省，东临阿登省和马恩省，西南至塞纳-马恩省，东北部与比利时接壤。
与塔德努瓦地区弗雷讷接壤的市镇（或旧市镇、城区）包括：勒沙尔梅勒、谢尔日、库尔蒙、塔德努瓦地区费尔、塞尔日、维莱叙费尔。
塔德努瓦地区弗雷讷的时区为UTC+01:00、UTC+02:00（夏令时）。

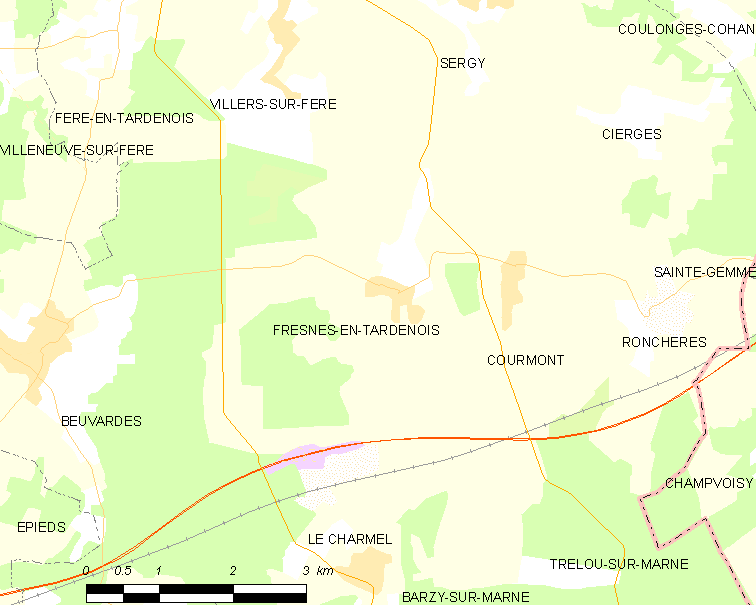
塔德努瓦地区弗雷讷的OSM定位图

## 行政
塔德努瓦地区弗雷讷的邮政编码为02130，INSEE市镇编码为02332。

## 政治
塔德努瓦地区弗雷讷所属的省级选区为塔德努瓦地区费尔县。

## 人口

1962-2008年间塔德努瓦地区弗雷讷人口变化图示

塔德努瓦地区弗雷讷于2022年1月1日时的人口数量为278人。